# Margarete Treuge
Margarete Treuge (* 4. August 1876 in Elbing; † 2. März 1962 in Hamburg) war eine deutsche Pädagogin und Frauenrechtlerin.

## Leben und Wirken
Da beide Elternteile früh verstarben, verbrachte Margarete Treuge Kindheit und Jugend bei ihren Großeltern. In ihrem Geburtsort Elbing absolvierte sie die Höhere Handelsschule und ein Lehrerinnenseminar. Sie unterrichtete danach für mehrere Jahre an Mädchenschulen in Danzig und erhielt eine Studienberechtigung. Ab 1900 studierte sie Deutsch und Geschichte auf Lehramt in Oberlehrerinnenkursen in Berlin. Ab 1904 lehrte sie an einem Berliner Lyzeum. Außerdem beteiligte sie sich an der Arbeit des Allgemeinen Deutschen Lehrerinnenvereins und redigierte ab 1910 dessen Zeitschrift Die Lehrerin. 1908 erhielt sie einen Lehrauftrag der Sozialen Frauenschule. Da nahezu keine geeignete Literatur existierte, schrieb Treuge 1909 Abschnitte des Politischen Handbuchs für Frauen und die Einführung in die Bürgerkunde. Ein Lehrbuch für Frauenschule, die sich schnell zu Standardlehrmitteln entwickelten.
Auf Initiative ihrer Freundin Gertrud Bäumer erhielt Treuge im April 1918 einen Ruf nach Hamburg. Treuge leitete hier gemeinsam mit Marie Baum die Doppelanstalt Soziale Frauenschule/Sozialpädagogisches Institut, die in einem Gebäude des Allgemeinen Vorlesungswesens untergebracht war. Die Einrichtung wollte unter anderem ehe- und kinderlosen Frauen soziale und pädagogische Beschäftigung ermöglichen. Treuge arbeitete dort als einzige Vollzeitbeschäftigte und Pädagogin. In Hamburg wohnte sie gemeinsam mit ihrer jüngeren Schwester, die sich um den Haushalt kümmerte.
1919 verließen Bäumer und Baum Hamburg und konzentrierten sich auf ihre politischen Tätigkeiten für die DDP. Margarete Treuge übernahm 1920 die Leitung der Bildungseinrichtung, die 1923 in das öffentliche Bildungswesen Hamburgs eingegliedert wurde. Treuge setzte ihre Arbeit als Studienrätin in städtischem Auftrag fort. Der bis dahin existierende Trägerverein der Doppelanstalt fungierte nun als Verein der Freunde und Ehemaligen. Treuge schlug vor, mit Vereinsmitteln Lücken im Etat zu schließen und die Kreativität der Einrichtung zu fördern, die bald aufgrund der behördlichen Führung drohte, ihre Eigenheiten zu verlieren.
1927 bezog die Bildungseinrichtung eigene Räumlichkeiten am Mittelweg. Da Arbeitsmöglichkeiten im sozialen und pflegerischen Bereich trotz knapper öffentlicher Gelder als vergleichsweise aussichtsreich galten, hatte Treuge viele Schülerinnen. Da der Staat zunehmend Sozialaufgaben übernahm, sollte Treuge nun auch Männer für soziale Berufe ausbilden, wogegen sie anfangs protestierte. Sie selbst sah als Aufgabe des Sozialpädagogischen Instituts an, die vermeintlich frauenspezifische „Mütterlichkeit“  in angesehene Berufe zu überführen.

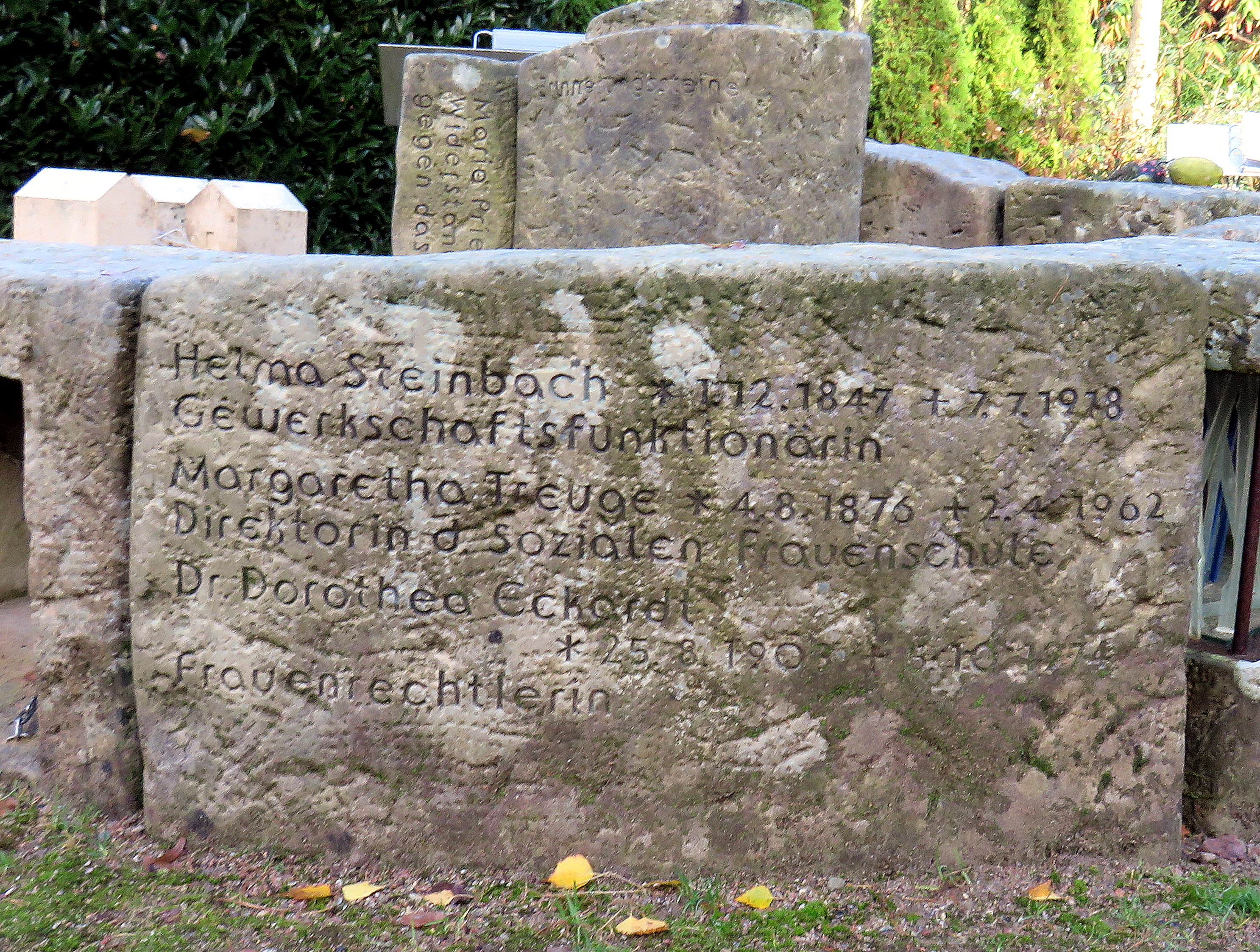
Erinnerungsstein im Garten der Frauen auf dem Friedhof Ohlsdorf

Treuge, die nach dem Ersten Weltkrieg in die DDP eingetreten war, in der sie keine Ämter oder Mandate wahrnahm, vollzog mit der ursprünglich linksliberalen Partei eine ideologische Wende zum Deutschkonservatismus. Die Pädagogin bekannte sich zu „bündischen“ Zielen und vertrat die Ansicht, dass sich viele junge Frauen der „großen Kampffront gesinnungsverwandter Männer“ anschließen sollten. Ihre politischen Ansichten nutzten ihr nach der Machtergreifung nicht. Treuge musste an eine Volksschule wechseln und 1934 in Ruhestand gehen. Die Nationalsozialisten widmeten das Sozialpädagogische Institut zu einer von Männern geführten „Volkspflegeschule“ um.
Während des Zweiten Weltkriegs verloren Treuge und ihre Schwester ihre Wohnung 1943 durch Bombentreffer. Nach Kriegsende engagierte sie sich im Hamburger Frauenring und leitete insbesondere den Presseausschuss. Für kurze Zeit unterrichtete sie am wieder eingerichteten Sozialpädagogischen Institut. Sie starb im März 1962 in Hamburg. Heute erinnert auf dem Hamburger Friedhof Ohlsdorf ein Stein im Garten der Frauen an die ehemalige Pädagogin und Frauenrechtlerin.
2007 wurde der Margaretha-Treuge-Weg im Stadtteil Ohlsdorf nach ihr benannt.